# 別列佐維格魯德
50°59′48″N 28°21′32″E / 50.99667°N 28.35889°E
別列佐維格魯德（烏克蘭語：Березовий Груд），是烏克蘭北部的村莊，隸屬日托米爾州的科羅斯滕區。該村始建於1735年，面積1.2平方公里，海拔高度200米，2001年人口177。